# 阿尔曼索尔
阿尔曼索尔或阿布·埃米尔·曼苏尔（938年—1002年8月8日），阿拉伯穆斯林、安达卢斯军事领导人、政治家，后倭马亚王朝希沙姆二世宰相，当时伊比利亚的实际统治者，任内推行改革，一度阻止了北方基督教国家的进攻。